# The Bourne Identity
The Bourne Identity (bra: A Identidade Bourne; prt: Identidade Desconhecida) é um filme de ação, espionagem e thriller de 2002, dirigido por Doug Liman. Foi adaptado por Tony Gilroy e William Blake Herron do livro de mesmo nome escrito por Robert Ludlum, que também ajudou a produzir o filme ao lado de Frank Marshall.
Foi lançado pela Universal Studios nos cinemas dos Estados Unidos em 14 de junho de 2002 e recebeu uma crítica positiva e boa reação do público. No Brasil, foi lançado em 11 de outubro de 2002.
A sequência do filme, The Bourne Supremacy, foi lançada em 2004, e a terceira parte, The Bourne Ultimatum, foi lançada em 2007. O quarto filme, intitulado The Bourne Legacy, foi lançado em 2012. O quinto filme, Jason Bourne, foi lançado em 2016.

## Sinopse
Um homem baleado (Matt Damon) é achado na costa da França por um grupo de pescadores que o levam a bordo para tratar de seus ferimentos. Quando acorda, o homem não se lembra de nada do que aconteceu nem de quem é e a única pista é um chip implantado em seu quadril com o número de uma conta em um banco em Zurique, na Suíça. Após voltar para a costa, o homem viaja até a Suíça, onde é parado por uma dupla de policiais, e, por instinto, ele os ataca e imobiliza os dois rapidamente.
No banco, ele descobre que seu nome é Jason Bourne e que reside em Paris, porém encontra em seu cofre uma série de documentos com vários nomes diferentes, uma grande quantia em dinheiro vivo e uma arma. Ao sair do banco, ele é seguido por policiais e se refugia na embaixada americana temporariamente. Quando os seguranças tentam detê-lo, ele foge do local. Do lado de fora, ele encontra Marie (Franka Potente), uma jovem sem dinheiro que estava vivendo em seu carro enquanto tentava migrar para os Estados Unidos. Ele a oferece uma grande quantidade de dinheiro para ela levá-lo de carro até Paris.
Ao chegarem ao apartamento de Jason em Paris, eles são atacados por um assassino profissional que enfrenta e é derrotado por Jason. Marie se desespera ao descobrir que o homem estava caçando ela também e Jason a tira dali. Ele vai até uma estação de trem, onde guarda sua mochila em um armário e depois volta para o carro. Apesar de estar assustada, Marie prefere fugir com ele a ficar sozinha. Eles são perseguidos pela polícia pelas ruas da cidade, mas Bourne consegue despistá-los. Em seguida, eles abandonam o carro e vão para o hotel, onde têm relações.
Enquanto isso, um político africano que vive na França chamado Nykwana Wombosi (Adewale Akinnuoye-Agbaje) acusa o governo dos EUA de tentar matá-lo. Em Langley, o agente da CIA Alexander Conklin (Chris Cooper) e seu assistente, Danny Zorn (Gabriel Mann), lideram uma operação internacional para capturar Bourne.
Com a ajuda de Marie, Bourne investigam seus passos antes de parar no mar, tentando entender o que aconteceu. Ele descobre que estava agindo sob a identidade de John Michael Kane, porém Marie descobre que há um homem com o mesmo nome no necrotério e eles vão até lá. Embora não consigam ver o corpo, Jason encontra o nome de Wombosi na lista de pessoas que foram lá para ver o mesmo corpo. Porém, ao procurarem Wombosi, este já havia sido assassinado. Através de uma matéria de jornal, Bourne descobre que ele foi o responsável pela tentativa de assassinato de Wombosi em seu iate em Marselha. Assustada, Marie quer deixar Jason e ele promete levá-la à casa de seu irmão, Eamon.

## Elenco
| Ator                     | Papel                            |
| ------------------------ | -------------------------------- |
| Matt Damon               | Jason Bourne                     |
| Franka Potente           | Marie Helena Kreutz              |
| Chris Cooper             | Alexander Conklin                |
| Gabriel Mann             | Danny Zorn                       |
| Julia Stiles             | Nicky                            |
| Clive Owen               | O Professor                      |
| Brian Cox                | Ward Abbott                      |
| Adewale Akinnuoye-Agbaje | Nykwana Wombosi                  |
| Tim Dutton               | Eamon                            |
| Walton Goggins           | Agente técnico                   |
| Josh Hamilton            | Agente técnico                   |
| Orso Maria Guerrini      | Giancarlo                        |
| David Selburg            |                                  |
| Katie Thynne             | Claudia, filha de Eamon          |
| Anthony Green            | Segurança do consulado americano |
| David Bamber             | Atendente do consulado americano |
| Delphine Lanson          | Secretária da Alliance           |
| Hubert Saint-Macary      | Chefe de necropsia               |
| Kait Denison             | Recepcionista do banco suíço     |
| Philippe Durand          | Assistente no necrotério         |
| Thierry René             | Conselheiro de Wombosi           |

## Personagens

### Jason Bourne
Interpretado por Matt Damon
Fluente em diversos idiomas, também possui conhecimento em diversas técnicas de combate. Sofre de amnésia após abortar uma missão. Na busca por sua identidade, se depara com pessoas que querem eliminá-lo. Bourne é uma arma que custou cerca de 39 milhões para o governo Estadunidense.

### Marie Helena Kreutz
Interpretada por Franka Potente
Viajante alemã que é contratada por Jason Bourne para levá-lo da Suíça a Paris. Os dois acabam se relacionando e permanecem juntos. Ele se sente responsável por protegê-la depois que tentam matá-los no apartamento.

### Alexander Conklin
Interpretado por Chris Cooper
Ex-comandante de Jason Bourne e coordenador do projeto Treadstone, foi encarregado de "resolver" o problema Jason Bourne.

### Nicky Parsons
Interpretada por Julia Stiles
Agente de campo da CIA, trabalha em Paris respondendo diretamente a Alexander Conklin.

### O Professor
Interpretado por Clive Owen
Matador encarregado de localizar Jason Bourne. Também é fruto do projeto Treadstone e trabalha em Barcelona.

### Ward Abbott
Interpretado por Brian Cox
Superior direto de Alexander Conklin e atual vice-diretor da CIA. Manifesta-se continuamente preocupado com a incapacidade de Conklin de resolver o problema.

### Nykwana Wombosi
Interpretado por Adewale Akinnuoye-Agbaje
Ex-ditador africano que atualmente mora em Paris. Estava marcado para ser morto por Jason Bourne (este ficou escondido em seu iate durante uma semana esperando a melhor oportunidade), mas Bourne hesitou ao ver o filho caçula de Nykwana.